# Стелс (фільм)
«Стелс» (англ. Stealth) — американський науково-фантастичний бойовик 2005 р. режисера Роба Коена з Джошем Лукасом, Джессікою Біл, Джеймі Фоксом, Семом Шепардом, Джо Мортоном і Річардом Роксбургом у головних ролях.
Головною темою фільму є трійка елітних пілотів-винищувачів, до яких долучають проєкт з розробки роботизованого літака класу стелс, та які небезпеки може приховувати бойовий штучний інтелект.
Вийшов 29 липня 2005 р. завдяки Columbia Pictures, кошторис фільму склав $135 млн, але Стелс був розбитий критиками і став колосальною фінансовою бомбою, провалившись у прокаті, заробивши $ 76 932 872 в усьому світі, що стало одним з найбільших фіаско в історії кінематографа.

## Сюжет
2016 рік. ВМС США розробляє авіаційну програму з боротьби проти міжнародного тероризму й іншими ворогами держави. Командування надає трійці молодих льотчиків флоту (Бену Ганнону, Карі Вейд і Генрі Парселлі) стажиста «Еді» (EDI) — новітній багатоцільовий ударний БПЛА вертикального зльоту і посадки, створений з використанням технології «стелс» і наділений найдосконалішим штучним інтелектом. Після повернення з успішного нічного бомбардування з'їзду терористів в Рангуні в новий літак потрапляє блискавка. Математичні алгоритми штучного інтелекту порушуються, робот стає незалежним — у нього з'являється власна особистість. Зламавши файли Пентагону, робот завантажив звідти військову програму «Чорне охоплення», створену ще за часів холодної війни. Після самовільного бомбардування бази бойовиків у горах Таджикистану, ШІ виривається з-під контролю і намагаючись виконати цілі програми, вирушає бомбити секретний ядерний центр ймовірного противника. Генрі розбивається об скелю, переслідуючи робота, літак Кари, пошкоджений при атаці, розвалюється в повітрі, льотчиця приземляється в горах Північної Кореї, по її слідах йде загін прикордонників. На базі командир групи, намагаючись врятувати свою репутацію, вирішує погубити пілотів і через сенатора Рея передає інформацію «іноземній державі», а після бою з трьома перехоплювачами наказує двом переможцям (які вирішили об'єднатися, щоб вижити) приземлитися на Алясці, де героїв чекає смертельна пастка. Однак Ганнон з боєм проривається до Еді і, сидячи в його кабіні, відлітає на допомогу Карі, яка дісталася до кордону. У бою з корейськими прикордонниками Еді, витратив весь боєзапас, жертвує собою, таранячи корейський бойовий вертоліт. Бен і Кара переходять кордон і рятуються, зрадник-командир пускає кулю собі в голову.
Після титрів показано, що одна з головних частин штучного інтелекту Еді залишилася неушкодженою після зіткнення з вертольотом і активувалася.

### Футурологічний аспект

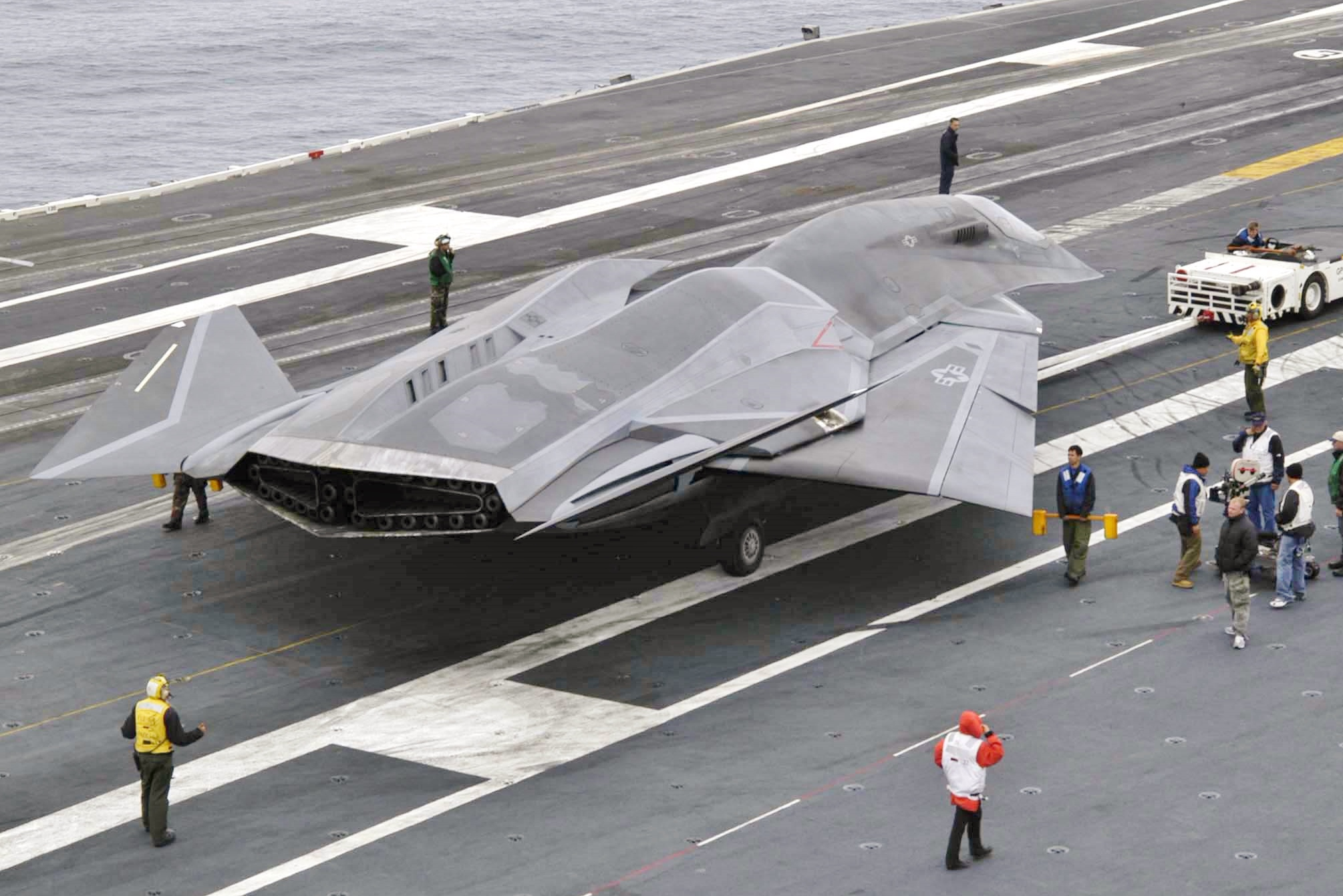
Вигаданий військовий літак F/A-37 Talon.

У фільмі показано багато футуристичних/теоретичних чи технологій, що використовуються[де?]. До них належать:
- Комп'ютерні технології
  - Квантовий комп'ютер
  - Штучна нейронна мережа
  - Штучний інтелект
- Літаки
  - Пульсуючий детонаційний двигун
  - Вигадані військові літаки EDI UCAV, F/A-37 Talon.
  - Boeing F/A-18E/F Super Hornet
  - F/A-18 Hornet
  - Висотний дирижабль S (Camelhumps), використовуваний для дозаправлення
- Зброя
  - Вогнепальна зброя у фільмі Stealth [Архівовано 15 червня 2020 у Wayback Machine.]
- Військові кораблі

## Ролі
- Джош Лукас — лейтенант Бен Геннон (BIG)
- Джессіка Біл — лейтенант Кара Вейд (GUNS)
- Джеймі Фокс — лейтенант Генрі Перселла (E-Z)
- Сем Шепард — капітан Джордж Каммінгс
- Джо Мортон — капітан Дік Маршфілд
- Річард Роксбург — д-р Кейт Орбіт
- Йєн Бліс — лейтенант Аарон Шафтсбурі
- Вентворт Міллер — ЕДІ (голос)
- Ебон Мосс-Бахрах — Тім
- Сара Саліба — корейська дівчина

## Саундтрек
- «Make a Move» — Incubus (3:12)
- «Admiration» — Incubus (4:13)
- «Neither of Us Can See» — Incubus (4:04)
- «(She Can) Do That» — BT & David Bowie (3:15)
- «Dance to the Music» — will.i.am & Sly & The Family Stone (4:06)
- «Bullet-Proof Skin» — Institute (4:24)
- «L.S.F.» — Kasabian (3:18)
- «Bug Eyes» — Dredg (4:16)
- «Over My Head (Cable Car)» — The Fray (3:56)
- «One Day» — Trading Yesterday (4:21)
- «Different» — Acceptance (4:09)
- «Nights in White Satin» — Glenn Hughes, Chad Smith & John Frusciante (4:56)
- «Aqueous Transmission» — Incubus (7:48)

## Сприйняття
На сайті Rotten Tomatoes рейтинг схвалення фільму становить 12% на основі 140 рецензій із середнім рейтингом 3,74/10. Консенсус критиків: «Гучний, абсурдний і передбачуваний, Stealth багато чого та невдало запозичив із фільмів Найкращий стрілець і Космічна одіссея 2001 року. На Metacritic фільм отримав середньозважену оцінку 35 зі 100 на основі 31 критика, із зазначенням «загалом несприятливі відгуки». Глядачі, опитані CinemaScore, поставили фільму оцінку «B−» за шкалою від A до F.
Роджер Еберт прокоментував, що фільм був «тупим Топ Ганом, переплетеним із HAL 9000 з фільму «Космічна одіссея 2001 року».